# 山岸宜公
山岸 宜公（やまぎし よしゆき、1940年12月5日 - 2018年2月25日）は、日本のチェロ奏者、指揮者。

## 経歴
- 1963年 東京芸術大学卒業（チェロ専攻）。日本フィルハーモニー交響楽団入団。
- 1965年 イスラエルに渡り、イスラエル室内管弦楽団入団。4年後同楽団首席奏者となる。
- 1970年 イスラエルフィルに入団。世界各地を演奏する傍ら、コンチェルト、リサイタル活動をする。
- 1979年 帰国、日本フィルハーモニー交響楽団に首席奏者として再入団。
- 1980年 退団、東京交響楽団、新星日本交響楽団などの首席奏者を務める中、東京アーティスツ合奏団を組織、全国各地にて室内楽演奏ならびに青少年の音楽活動に献身。

## 人物
- 指揮をガリー・ベルティーニに師事。
- フィリアホールでのモーツァルトシリーズでは3年間に渡り21回の定期演奏会指揮。
- 1996年 クリントン大統領来日午饗会にて演奏。
- 2002年 音楽劇「円仁」の制作をする。